# Franziska Megert
Franziska Megert (* 1950 in Thun) ist eine Schweizer bildende Künstlerin, die bekannt für ihre Foto- und Videoarbeiten ist und als eine der Pionierinnen der Schweizer Videokunst gilt. Mit ihren Fotos dokumentiert sie ausserdem das Schaffen ihres Mannes, des Schweizer Künstlers Christian Megert.

## Leben und Werk
Franziska Megerts Eltern waren beide Chemiker. Sie wurde in Thun geboren und ging in Bern und Zürich aufs Gymnasium. Während der Gymnasialzeit nahm sie Statistenrollen am Stadttheater an und wollte Schauspielerin oder Fotografin werden. Ihre Mutter war jedoch gegen diese Berufswünsche, und Megert studierte von 1971 bis 1978 Psychologie in Bern. Bereits während des Studiums setzte sie den Fotoapparat und die Videokamera für Dokumentationszwecke ein. 1979 bis 1980 besuchte sie Kurse für Film, Video und Fotografie an der Kunstakademie Düsseldorf. Während der Studienzeit lernte sie ihren späteren Mann Christian Megert kennen und dokumentierte seine Arbeiten fotografisch. Nach Franziska Megerts Studium 1973 zog das Paar nach Düsseldorf, Megert pendelte künftig zwischen Düsseldorf und Bern. Sie schaffte sich ein eigenes Schwarz-Weiss-Labor an und begann, mit Überblendungen von Porträts zu experimentieren. So entstanden erste Werke, die nichts mit der Arbeit ihres Partners zu tun hatten.
Mit diesen Fotoserien begann sie ihre künstlerische Laufbahn, mit den Überblendungen, vor allem von Porträts, versuchte sie neue Erkenntnisse zu gewinnen. Dieses Verfahren reflektiert ihr Interesse an der menschlichen Physiognomie. Ab den 1980er Jahren schuf sie dokumentarische und experimentelle Videos. Ab 1981 experimentierte sie mit Videobändern, die diese Überblendungstechnik weiterführen, und ab 1984 entstanden ihre ersten Videoinstallationen. Parallel dazu arbeitete sie mit Super-8- und 16-Millimeter-Filmen. Ab Anfang der 1990er Jahre verfremdete sie die Videos am Computer, zunächst zur digitalen Bearbeitung von Videobildern, ab 1995 schuf sie auch Computeranimationen und ‑grafiken. Ab 2006 entstanden interaktive Installationen.
Von 1993 bis 1994 war Megert Gastprofessorin an der École nationale supérieure des beaux-arts in Paris. 1994 hielt sie Vorlesungen an der Université du Québec und an der Université Concordia in Montréal.
Megert setzt sich mit Mythen und Motiven aus der Literatur auseinander und schöpft aus der Kunstgeschichte. Kunst der Gegenwart soll sich nach Ansicht der Künstlerin mit gesellschaftlichen, ökonomischen und politischen Strukturen auseinandersetzen.
Ab Mitte der 1990er Jahre wandelte sich ihr Fokus von der Darstellung des «psychischen Raumes» hin zur Gestaltung immaterieller, fiktiver Räume, die eine Erweiterung des realen Raums darstellen. Ihre angewandte Arbeit, wie etwa die Architektursimulationen der Sächsischen Landesbibliothek, beeinflusst auch ihre freie künstlerische Praxis.
Megert ist fasziniert von den verwirrenden Raumkonstruktionen in René Magrittes Malerei und nennt ihn und den Videokünstler Peter Campus, die ebenfalls psychologische Themen ansprechen, als künstlerische Vorbilder. Seit 2008 entstehen ihre Arbeiten auf Stahl, wobei sie fotografierte Oberflächen von Eisencontainern nutzt, die durch Gebrauchsspuren und Übermalungen eine neue Bedeutung erhalten.

## Rezeption und kunsthistorische Einordnung
Franziska Megert und Anna Winteler gelten mit ihren Werken der 1980er Jahre als erste Schweizer Videokünstlerinnen.

## Werke in Sammlungen (Auswahl)
- 1983: Sweet Dressing. ZKM (Abb.)
- 1989: Das Spiel mit dem Feuer. ZKM (Abb.)
- 1991: Arachne-Vanitas. ZKM (Abb.)

## Ausstellungen (Auswahl)

### Einzelausstellungen (Auswahl)
- 1982: Kunstmuseum Bern
- 1990: Kunstverein Ruhr, Essen
- 1992: Galerie Hubertus Wunschick, Düsseldorf
- 1994: Philemon und Baukis, Kunstverein Schwerte
- 1995: Franziska Megert: Videoinstallationen, Fotos, Collagen aus der Trilogie, Galerie Susanne Kulli, Bern
- 2011: Jeu de lumière, Centre d’art Pasquart, Biel/Bienne[5]

### Gruppenausstellungen (Auswahl)
- 1982: 3ième Festival d’Art Vidéo Locarno et Ascona, Locarno
- 1984: stromabhängig, Rheinisches Landesmuseum, Bonn
- 1984: World Wide Video Festival, Kijkhuis, Den Haag
- 1984: Deutsche Videokunst 1982–1984, Skulpturenmuseum Glaskasten, Marl, anschliessend Städtische Galerie im Lenbachhaus, München, Neuer Berliner Kunstverein, Berlin, Kölnischer Kunstverein, Köln
- 1986: Thema Totentanz – Kontinuität und Wandel einer Bildidee vom Mittelalter bis heute, Mannheimer Kunstverein, Mannheim
- 1987: Ars Electronica, Linz 1991
- 1987: «MultiMediale 2», Zentrum für Kunst und Medientechnologie Karlsruhe
- 1992: «Moving Image – Electronic Art», Fundació Joan Miró, Barcelona
- 1993: «German Video Art», Anthology Archives, New York
- 1993: «MultiMediale 3», Zentrum für Kunst und Medientechnologie Karlsruhe
- 1994: «Interconnexions Copigraphiques», La Maison de la Culture Côte-des Neiges, Montreal
- 1995: «RAM – Realität, Anspruch, Medium», Badischer Kunstverein, Karlsruhe, anschliessend Neues Museum Weserburg, Bremen, Lindenau-Museum Altenburg, Wiesbaden
- 1996: «Video-Skulptur in Deutschland seit 1963», Museum van Hedendaagse Kunst, Gent, anschliessend Circulo de Bellas Artes, Madrid
- 1996: «Happy End», Kunsthalle Düsseldorf
- 1997: «100 Femmes d’ici et d’ailleurs», Toit du Monde, Vevey

## Auszeichnungen (Auswahl)
- 1984: Videopreis des Kantons Bern, für sweet dressing
- 1987: Videopreis des Kantons Bern, für creazione
- 1988: Werkbeitrag des Eidgenössischen Departments des Innern
- 1989: Werkbeitrag des Kunstfonds Bonn
- 1992: Werkbeitrag des Kantons Bern
- 1994: Preis der Berner Biennale